# نکنم اگر چاره
«نکنم اگر چاره دل هرجایی را» یا به اختصار «نکنم اگر چاره» تصنیفی در یک بند از عارف قزوینی است که در آواز افشاری ساخته شده است. عبدالله دوامی، نصرالله ناصح‌پور، الهه، علی‌اصغر بهاری، الهه ،میرحسین مظفری، شهرام ناظری ،  محمدرضا شجریان (اجرای خصوصی)،علیرضا افتخاری (اجرای خصوصی) علیرضا قربانی و هانی نیرو تاکنون این ترانه را خوانده‌اند.

## حکایت تصنیف
برخی این تصنیفِ نُه‌بیتی را از عارف نمی‌دانند و آن را قدیمی‌تر دانسته‌اند اما بر اساس آنچه عارف در دیوانش نوشته تصنیف سال ۱۳۲۷ ه.ق در گرگانه‌رود طالش توسط خود او ساخته شده است. همچنین تخلص او در بیت آخر آمده  و سبک ترانه هم از شیوهٔ او دور نیست.